# Парфе

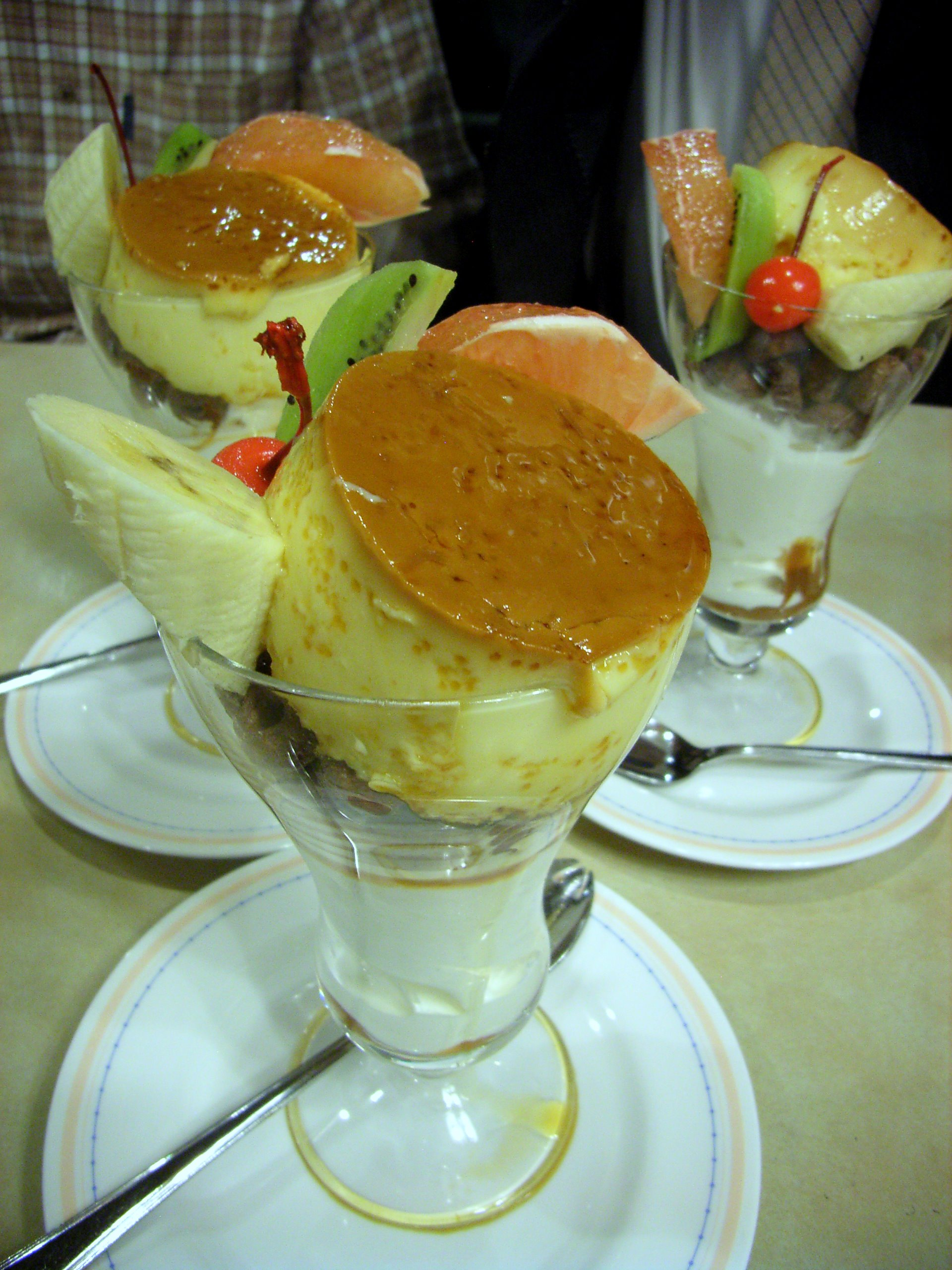
Парфе

Парфе (від фр. parfait «бездоганний, прекрасний») — заморожений десерт, відомий з 1894 року.
Готується з вершків, збитих з цукром і ваніллю, а потім заморожених у металевій формі. Іноді в парфе додають збиті яйця. Як ароматизатор для парфе використовують каву, какао, тертий шоколад, фруктові пюре або соки. Поширений спосіб подачі парфе — у склянці, кольоровими шарами.
Первісно парфе — страва французької кухні. Крім французького парфе кулінари готують американське парфе, у яке додається морозиво та інші інгредієнти.

## Американське парфе
Американське парфе — десерт, який зазвичай готується зі складених шарами вершків і морозива або желатинового десерту з іншими інгредієнтами, такими як
гранола, горіхи, йогурт, сиропи, лікери, свіжі фрукти, і прикрашають збитими вершками. Парфе з'явилося в США в кінці XIX століття, і відтоді періодично втрачало і знов отримувало популярність. Американське парфе зазвичай подається у високому скляному келиху так, щоб усі шари були видні. Термін «парфе» у США традиційно вживається для позначення десерту з морозива, який нагадує сандей. Також популярним в американців є парфе з йогурту.
Хоча традиційно американське парфе — це солодкий десерт, нещодавно було придумано пряне парфе з укладених шарами картопляного пюре, запечених дрібно і тонко нарізаних шматочків свинини та соусу для барбекю.